# Халкидонское христианство
Халкидонское христианство (халкидонизм) — термин, обозначающий направления христианства, принимающие богословские постановления Халкидонского собора (451). Христианские конфессии, относящиеся к халкидонскому христианству разделяют Халкидонское христологическое определение — учение о двух природах (др.-греч. φύσις) (божественной и человеческой) в одной ипостаси (др.-греч. ὑπό-στᾰσις) Иисуса Христа, который таким образом признаётся единым Лицом (др.-греч. πρόσωπον). К халкидонскому христианству относятся православие, католицизм и протестантизм, что составляет более 95 % от общего числа последователей христианства.

## Халкидонская христология
Христологическое учение Халкидонского собора (451) было разработано на основе двенадцати анафематизмов Кирилла Александрийского, томоса папы Льва I и антиохийского вероисповедания 433 года:
«Последуя святым отцам, все согласно научаем исповедовать одного и того же (ἕνα καὶ τὸν αὐτόν) Сына, Господа Нашего Иисуса Христа, совершенного в божестве и совершенного в человечестве; одного и того же истинно Бога и истинно человека, из души разумной и тела, Единосущного Отцу по божеству и единосущного нам по человечеству, во всем подобного нам кроме греха, Рожденного прежде веков от Отца по божеству, а в последние дни нас ради и нашего ради спасения от Марии Девы Богородицы по человечеству. Одного и того же Христа, Сына, Господа, Единородного, в двух естествах неслитно, неизменно, нераздельно, неразлучно познаваемого (ἐν δύο φύσεσιν ἀσυγχύτως ἀτρέπτως ἀδιαιρέτως ἀχωρίστως γνωριζόμενον), так что соединением нисколько не упраздняется различие естеств (οὐδαμοῦ τῆς τῶν φύσεων διαφορᾶς ἀνηρημένης), но скорее сохраняется свойство (ἰδιότηος) каждого естества и они соединяются во единое Лицо и единую Ипостась (εἰς ἕν πρόσωπον καὶ μίαν ὑπόστασιν συντρεχούσης). Не рассекаемого или разделяемого на два лица, но Одного и того же Сына и Единородного, Бога Слово, Господа Иисуса Христа, как о Нём учили прежде пророки и Сам Господь Иисус Христос научил нас, и как то предал нам символ отцов».
Апофатические наречия из халкидонского вероопределения были призваны удовлетворить все стороны христологических споров. „Неслитно“ и „неизменно“ были направлены против монофизитства, а „нераздельно“ и „неразлучно“ против несторианства.